# ويليام روبنسون (سياسي)
ويليام روبنسون هو سياسي كندي، ولد في 5 نوفمبر 1823 في المملكة المتحدة، وتوفي في 21 يوليو 1912. حزبياً، نشط في حزب أونتاريو المحافظ التقدمي. وقد انتخب عضو برلمان مقاطعة أونتاريو عن دائرة كينغستون (1871 – 1879).